# Чачава, Фома Георгиевич
Фома Георгиевич Чачава (1892, село Абаша, Сенакский уезд, Кутаисская губерния, Российская империя — неизвестно, Абаша, Грузинская ССР) — звеньевой колхоза имени Берия Абашского района, Грузинская ССР. Герой Социалистического Труда (1948). 

## Биография
Родился в 1908 году в крестьянской семье в селе Абаша Сенакского уезда. После окончания местной начальной школы трудился в сельском хозяйстве. Во время коллективизации вступил в местный колхоз имени Берия Абашского района. В послевоенное время возглавлял полеводческое звено.  
В 1947 году звено под его руководством собрало в среднем с каждого гектара по 82,4 центнера кукурузы на участке площадью 3 гектара. Указом Президиума Верховного Совета СССР от 21 февраля 1948 года удостоен звания Героя Социалистического Труда  за «получение высоких урожаев кукурузы и пшеницы в 1947 году» с вручением ордена Ленина и золотой медали «Серп и Молот» (№ 781). 
Этим же Указом званием Героя Социалистического Труда были также награждены труженики колхоза имени Берия бригадир Ивлиан Соломонович Чачава, звеньевые Капитон Ильич Микадзе, Накандро Платонович Чачава, Георгий Афанасьевич Чочия и Филимон Спиридонович Чочия. 
После выхода на пенсию проживал в родном селе Абаша (с 1964 года – город). Дата смерти не установлена.